# Analytisk polyeder
Analytisk polyeder förekommer inom komplex analys (som är ett forskningsfält inom matematiken) och avser ett geometriskt objekt, ett speciellt slag av (öppet) område i ett flerdimensionellt komplext vektorrum, eller mer generellt i en komplex mångfald. Analytiska polyedrar är av intresse för sin speciella geometri och kanske mest för de analytiska egenskaper som objekt förknippade med dem därmed har.

## Definitionen
En analytisk polyeder bestäms av storleksvillkor på ett antal holomorfa funktioner, de så kallade generatorerna eller definierande funktionerna, på följande sätt: Generatorerna skall vara definierade (och holomorfa) i en omgivning till det slutna höljet av polyedern, och polyedern ges som det område där alla generatorerna samtidigt har absolutbelopp strikt mindre än ett.

## Grundläggande geometrisk intuition för analytiska polyedrar
Var och en av generatorerna definierar genom sitt storleksvillkor ett område med slät rand (som inte ingår i området) som är minst lika stort som polyedern. Här är randen ett geometriskt objekt med kodimension ett, vilket man tänker på som en yta i det komplexa rummet (eller mångfalden). Den analytiska polyedern är nu snittet av alla dessa områden, vilket då bildar ett område med "kanter" och "hörn" (orden inom citationstecken eftersom de inte är fullt tillämpliga i sammanhanget) vid ränderna av de enskilda områdena och där dessa ytor skär varandra. Att randen till en analytisk polyeder inte är slät utan kantig svarar för mycket av det som gör dess geometri intrikat.

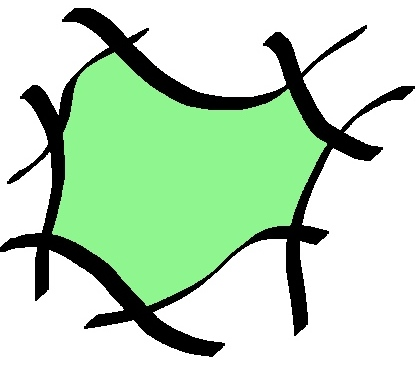
Skiss av en analytisk polyeder.

Figuren Skiss av en analytisk polyeder visar den bild man får av området (grönt) som begränsas av ränderna (svarta), de ytor där respektive generator har absolutbelopp ett. Bilden ger inte rättvisa åt situationen eftersom detta är en tvådimensionell reell bild, medan situationen utspelar sig i ett rum som dels kan ha godtyckligt antal dimensioner, och där dels dessa dimensioner är komplexa.

## Geometriska och analytiska egenskaper

### Komplexanalytiska/-geometriska egenskaper
I en komplex variabel är begreppet analytisk polyeder inte särskilt spännande. På grund av Riemanns avbildningssats blir det analytiska (varmed främst menas funktionsteori) åtminstone i princip, om än inte i praktiken, åtminstone något mer trivialt.
I flera komplexa variabler (minst två) är det mycket mindre uppenbart hur det analytiska fungerar, någonting som gör analytiska polyedrar intressanta.
En viktig egenskap hos analytiska polyedrar är att de approximerar holomorfkonvexa områden.

### Randen
Randen till en analytisk polyeder är i sig ett intressant geometriskt objekt, eftersom det består av delar som har olika dimension. Ett stycke rand som ges av att endast en generator har absolutbelopp ett har en hög dimension. Där två sådana ränder skär varandra får man ett objekt av lägre dimension, där tre skär varandra sänks dimensionen ytterligare, och så vidare. Vill man ha en förenklad bild kan man tänka på en rollspelstärning med många sidor, som möter varandra i kanter, vilka i sin tur möter varandra i hörn, fast den komplexa geometrin är mer komplicerad och "sidorna" inte är flata som på tärningen.
Beroende på hur generatorerna förhåller sig till varandra kan randens geometri bli mer eller mindre konstig. En speciellt välartad analytisk polyeder kallas för ickedegenererad; detta uttryck betyder löst talat att randen "ser ut som den borde" så att alla de dimensioner som förekommer uppfyller vissa geometriska och till och med analytiska villkor.
Den utmärkta randen till en analytisk polyeder är den del av randen som är av lägst dimension; det som i den intuitiva bilden svarar mot hörnen. Denna utmärkta rand visar sig, trots sin "litenhet", bära på mycket information om den analytiska polyedern och hur holomorfa funktioner i den beter sig.

## Lokalisering

### Polydisken
En polydisk i ett komplext rum är det område där alla koordinatfunktionerna har absolutbelopp mindre än ett. Eftersom koordinatfunktionerna är holomorfa är polydisken en (ickedegenererad) analytisk polyeder, och fungerar som modellfall för övriga analytiska polyedrar. En intuitiv bild av en polydisk är en vanlig sexsidig tärning.
Eftersom polydisken är uppbyggd på det enklaste tänkbara sättet har den mycket goda geometriska och därmed även analytiska egenskaper. Till exempel kan funktioner som är holomorfa i polydisken representeras av en flerdimensionell version av Cauchys integralformel.

### Lokalisering till polydisken

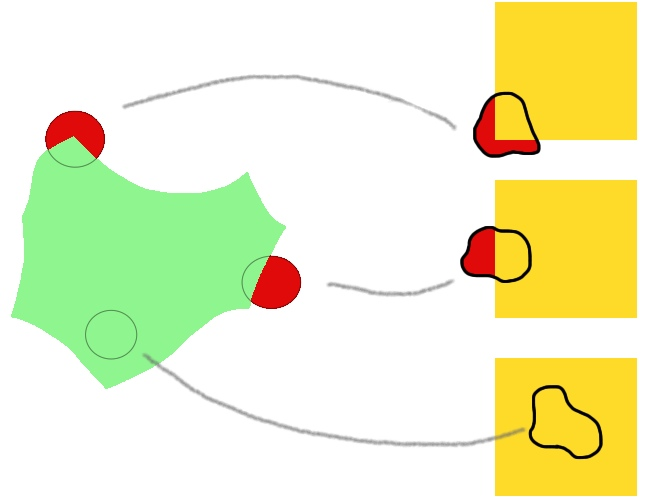
Skiss av lokaliseringar av en analytisk polyeder.

Polydisken är en särdeles enkel analytisk polyeder, där man på grund av den okomplicerade geometrin har god kontroll över analytiska egenskaper. En allmän analytisk polyeder är mycket svårare att begripa sig på, men man kan då delvis reducera det aktuella problemet till motsvarande problem i polydisken genom lokalisering. Lokalisering innebär att hitta biholomorfa funktioner från områden som skär den analytiska polyedern till områden som skär polydisken i rummet på ett sådant sätt att den analytiska polyedern svarar mot polydisken och randen till polyedern svarar mot randen till polydisken. Denna lokalisering kan göras genom att byta koordinater, så att (vissa av) generatorerna får fungera som nya koordinater. Resultatet av lokaliseringar illustreras i bilden Skiss av lokaliseringar av en analytisk polyeder. Man ser att delar av randen till den (gröna) analytiska polyedern svarar mot delar av randen till polydisken av samma dimension (de tre gula kvadraterna representerar polydiskar).
Det är trots lokalisering inte lätt att erhålla globala resultat; för att få en global beskrivning av någonting (till exempel en representationsformel) som är relaterat till en analytisk polyeder får man till exempel pussla ihop de olika små områdena genom användande av en partition av enheten. Denna kan, på grund av egenskaper hos holomorfa funktioner, inte göras holomorf, utan blir bara C∞. Detta betyder att vid sammanklistringen av de enskilda delarna förloras holomorficiteten, och man måste ta till hårdare analys för att kunna hantera de termer som dyker upp utöver det man egentligen var intresserad av.